# Літні Олімпійські ігри 1936
Літні Олімпійські ігри 1936 (нім. Olympische Sommerspiele 1936), офіційно Ігри XI Олімпіади (нім. Spiele der XI. Olympiade) або XI Літні Олімпійські ігри — міжнародне спортивне змагання, яке проходило під егідою Міжнародного олімпійського комітету у місті Берлін, Німеччина, з 1 серпня по 16 серпня 1936 року.
Щоб перевершити Ігри в Лос-Анджелесі 1932, Reichsführer Адольф Гітлер збудував новий легкоатлетичний стадіон на 100 000 місць, а також шість спортивних залів та інші менші арени. Ігри були першими, які транслювали по телебаченню, радіотрансляція охопила 41 країну. Олімпійський комітет Німеччини замовив режисера Лені Ріфеншталь знімати Ігри за $7 мільйонів. Її фільм під назвою «Олімпія» став піонером багатьох технік, які зараз поширені у зйомках спортивних змагань.
Гітлер бачив Ігри 1936 як можливість просувати свій уряд та ідеали расової переваги та антисемітизму, а офіційна газета нацистської партії Völkischer Beobachter рішуче писала, що євреїв не можна допускати до участі в Іграх. Німецьким єврейським спортсменам забороняли або перешкоджали брати участь в Іграх різними методами, хоча деякі плавчині з єврейського спортивного клубу Гакоах Відень брали участь. Кажуть, що єврейських спортсменів з інших країн відсторонили, щоб не образити нацистський режим. Литва була виключена з Олімпійських ігор через позицію Берліна щодо литовської антинацистської політики, зокрема через судовий процес над Нойманом і Зассом у Клайпеді в 1934–35.
Загальний дохід від квитків склав 7,5 мільйон рейхсмарок (еквівалентно €17,4 млн у 2021), з прибутком понад мільйон ℛ︁ℳ︁. Офіційний бюджет не включав витрати міста Берліна (яке опублікувало деталізований звіт із детальним описом своїх витрат у розмірі 16,5 мільйон R.M.) або витратів національного уряду Німеччини (який не оприлюднив свої витрати, але, за оцінками, витратив US$30 мільйон).
Джессі Оуенс зі Сполучених Штатів виграв чотири золоті медалі в спринті та стрибках у довжину та став найуспішнішим спортсменом, який змагався в Берліні, тоді як Німеччина була найуспішнішою країною зі 101 медаллю (з них 38 золотих); Сполучені Штати посіли друге місце з 57 медалями. Це були останні Олімпійські ігри під головуванням Анрі де Байє-Латура. Протягом наступних 12 років Олімпійські ігри не проводилися через величезну світову катастрофу, спричинену Другою світовою війною. Наступні Олімпійські ігри відбулися в 1948 (Зимові ігри в Санкт-Моріці, Швейцарія, а потім Літні ігри в Лондоні, Англія).

## Учасники
- Афганістан (14)
- Аргентина (51)
- Австралія (32)
- Австрія (176)
- Бельгія (120)
- Бермудські Острови (5)
- Болівія (1)
- Бразилія (73)
- Болгарія (24)
- Канада (96)
- Чилі (40)
- Китайська Республіка (54)
- Колумбія (5)
- Коста-Рика (1)
- Чехословаччина (162)
- Данія (116)
- Єгипет (54)
- Естонія (33)
- Фінляндія (107)
- Франція (201)
- Велика Британія (207)
- Німеччина (348)
- Греція (40)
- Угорщина (209)
- Індія (27)
- Ісландія (12)
- Італія (182)
- Японія (153)
- Латвія (24)
- Ліхтенштейн (6)
- Люксембург (44)
- Мексика (34)
- Мальта (11)
- Монако (6)
- Нідерланди (128)
- Норвегія (72)
- Нова Зеландія (7)
- Перу (40)
- Філіппіни (28)
- Польща (112)
- Португалія (19)
- Румунія (53)
- Південно-Африканська Республіка (25)
- Швейцарія (174)
- Швеція (150)
- Туреччина (48)
- Уругвай (37)
- США (310)
- Югославія (90)

## Медальний залік
Топ-10 неофіційного національного медального заліку:
| Місце | Країна          | Золото | Срібло | Бронза | Загалом |
| ----- | --------------- | ------ | ------ | ------ | ------- |
| 1     | Німеччина       | 33     | 26     | 30     | 89      |
| 2     | США             | 24     | 20     | 12     | 56      |
| 3     | Угорщина        | 10     | 1      | 5      | 16      |
| 4     | Італія          | 8      | 9      | 5      | 22      |
| 5     | Фінляндія       | 7      | 6      | 6      | 19      |
| 5     | Франція         | 7      | 6      | 6      | 19      |
| 7     | Швеція          | 6      | 5      | 9      | 20      |
| 8     | Японія          | 6      | 4      | 8      | 18      |
| 9     | Нідерланди      | 6      | 4      | 7      | 17      |
| 10    | Велика Британія | 4      | 7      | 3      | 14      |

## Галерея

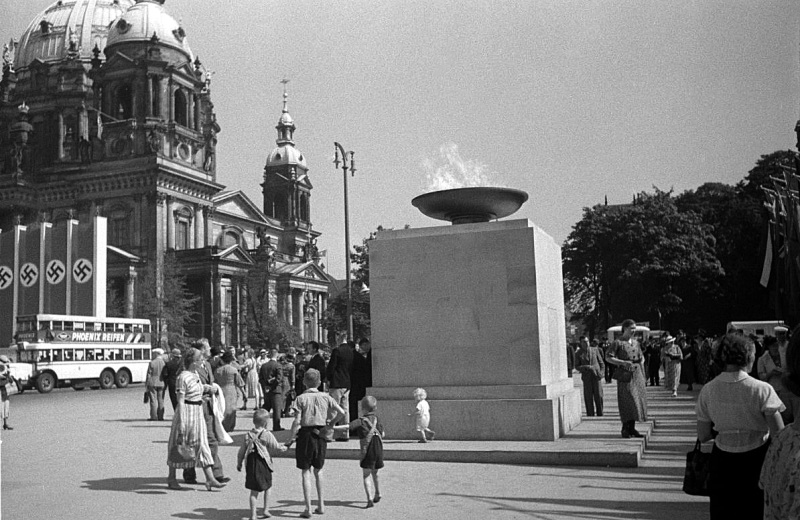
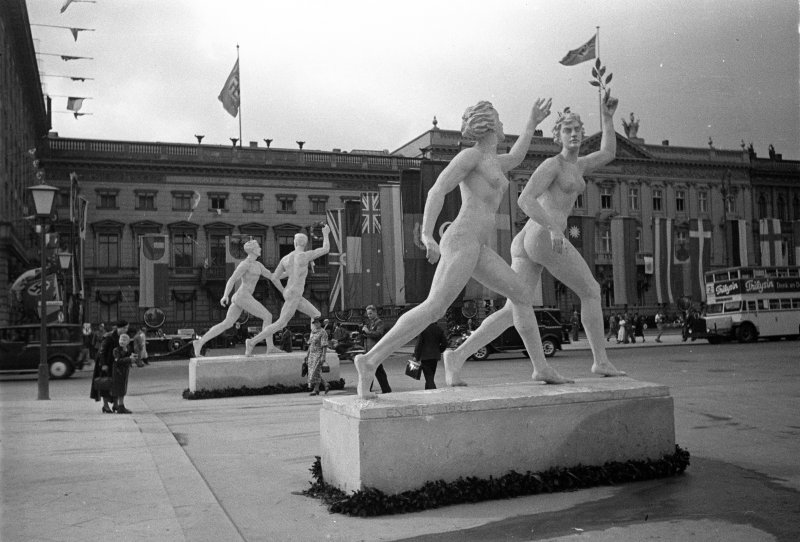
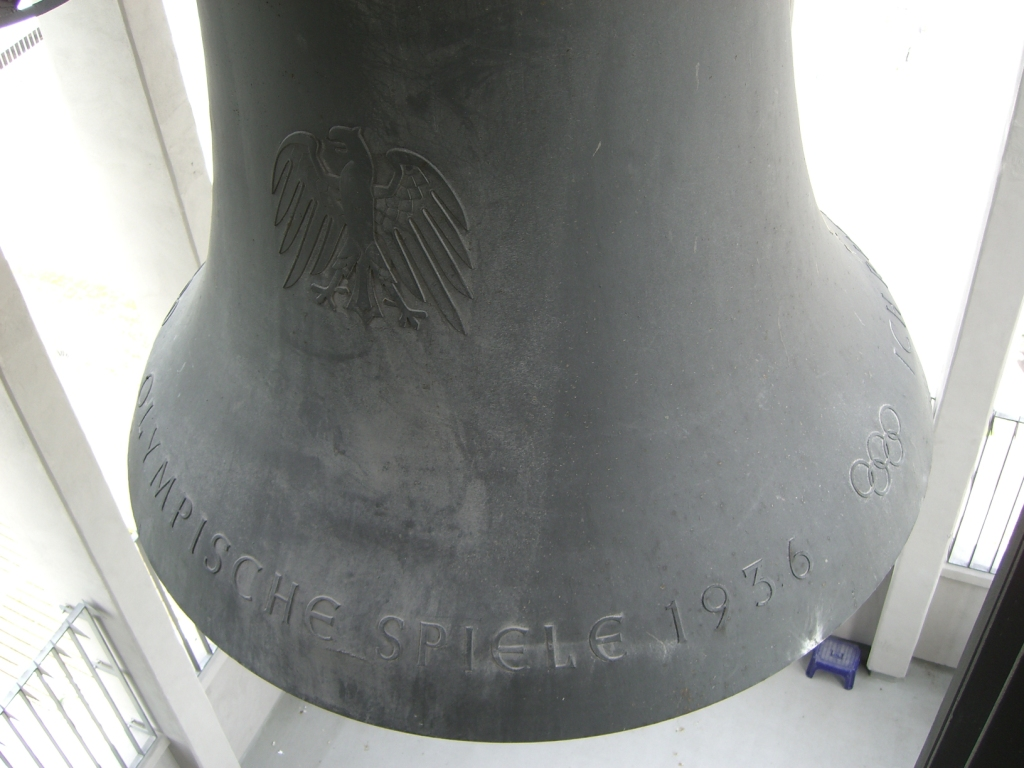
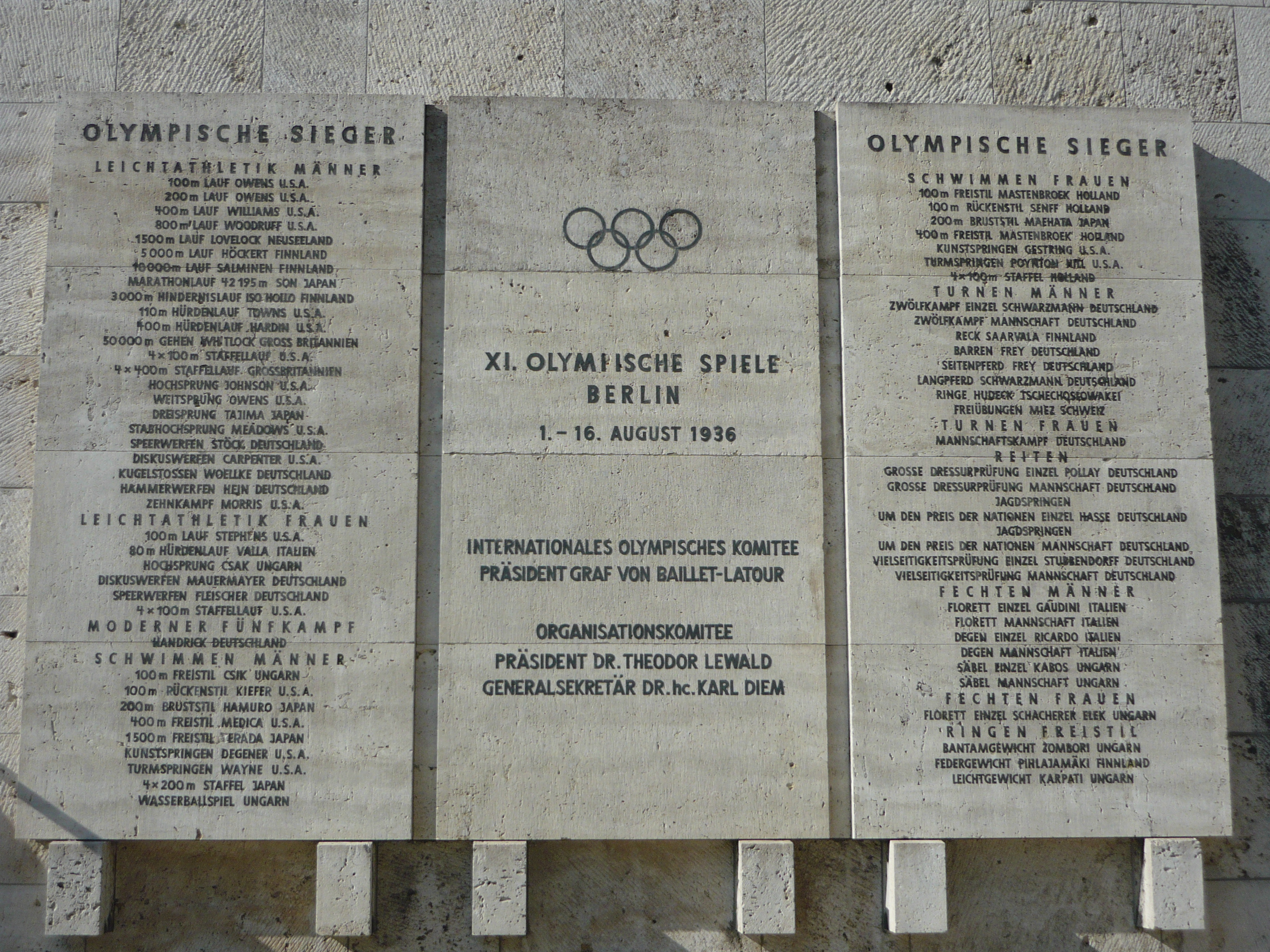
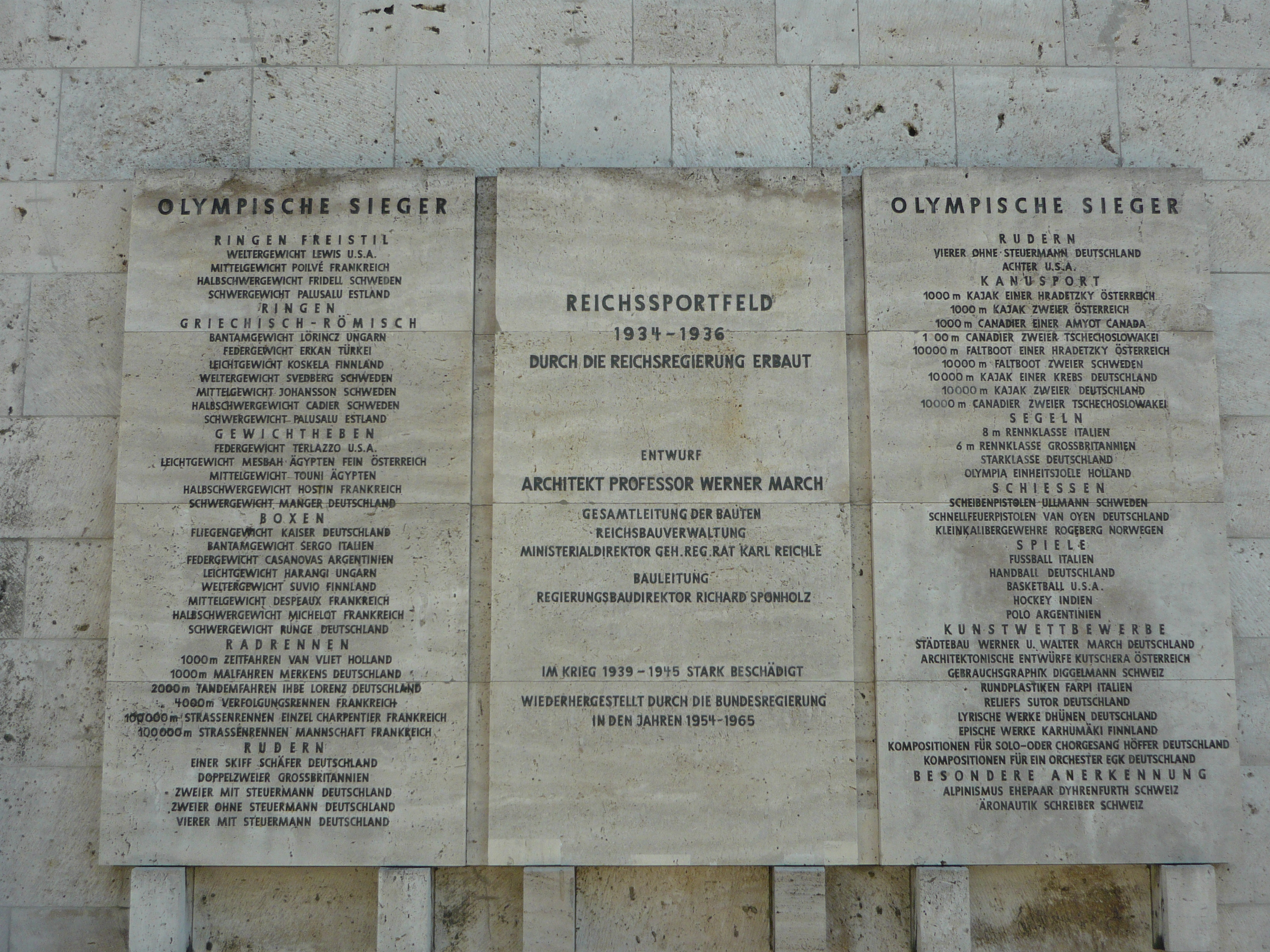